# Mare de Déu del Roser de Castellfollit de Riubregós
Mare de Déu del Roser de Castellfollit de Riubregós és un edifici religiós del municipi de Castellfollit de Riubregós (Anoia) inclòs en l'Inventari del Patrimoni Arquitectònic de Catalunya.

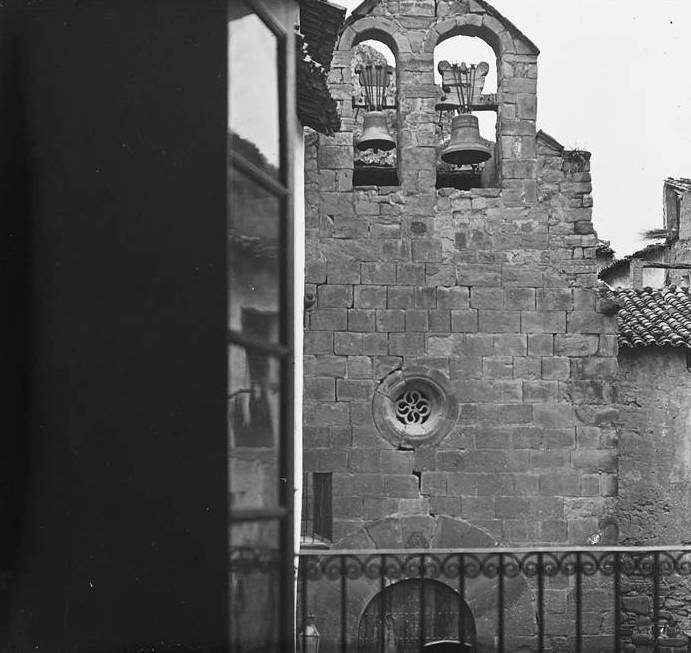
Primitiva església romànica de Castellfollit de Riubregós (any 1913)

## Descripció
És de construcció actual, l'antiga va desaparèixer l'any 1936, durant la guerra civil espanyola.